# 求肥昆布
求肥昆布（ぎゅうひこんぶ）は、餅菓子の商標名の一種。製造元は福井県敦賀市にある老舗の和菓子処紅屋。
昆布粉とモチゴメ粉を蒸して練り合わせた口あたりのやわらかい餅菓子で、皇族御用達の伝統菓子でもあり、福井県敦賀のお土産としても親しまれている。

## 歴史
紅屋は寛政5年（1793年）創業で、初代・田結市兵衛は、松前仕込みの昆布を“かき昆布”に加工、京、大阪にさばいていた問屋。その昆布を原料としたお菓子の製法を考案したのは、4代目の豊吉で、明治初期には苦心研究の末、昆布を蒸して粘りを取り、白砂糖をまぶしてつくったのが『求肥昆布』のはじまり。
5代目の新治郎になってから、さらに研究し、昆布を粉末にし、越中もち米と砂糖を練り合わせ改良。6代目の建三は父のつくった『求肥昆布』を紅梅焼きほどの美しい短冊形にし、現代の形になった。